# Juan Sebastián Verón
Juan Sebastián „Bruja“ Verón (* 9. März 1975 in La Plata) ist ein ehemaliger argentinischer Fußballspieler, der ebenfalls die italienische Staatsbürgerschaft besitzt. Er ist der Sohn von Juan Ramón Verón.

## Karriere
Juan Sebastián Verón ist der älteste Sohn des ehemaligen argentinischen Nationalspielers Juan Ramón Verón. Er ist in Kolumbien und in La Plata aufgewachsen. Als Jugendlicher spielte er für den langjährigen Verein seines Vaters, Estudiantes de La Plata und stieg mit der Mannschaft 1995 in die argentinische Primera División auf. 1996 wechselte Verón zu den Boca Juniors.
Zur Saison 1996/97 wagte Verón den Sprung nach Europa und wechselte zu Sampdoria Genua in die italienische Serie A. Dort etablierte er sich in den kommenden beiden Jahren als Spielmacher im zentralen Mittelfeld und galt als Lieblingsspieler seines Trainers Sven-Göran Eriksson. Nach der WM 1998 verpflichtete ihn der AC Parma für umgerechnet 17 Millionen Euro und er gewann mit dem Klub die Coppa Italia sowie den UEFA-Pokal (3:0 gegen Olympique Marseille). Zur Saison 1999/00 wechselte Verón innerhalb der Serie A für 30 Millionen Euro zum finanzkräftigen Hauptstadtklub Lazio Rom, womit er wieder unter seinem Förderer Sven-Göran Eriksson spielte. Während seiner Zeit mit Lazio befand sich Verón vermutlich auf dem Höhepunkt seiner Karriere und hatte als Schlüsselspieler maßgeblichen Anteil am Gewinn des Doubles aus Meisterschaft und Coppa Italia sowie dem Supercup.  
2001 verließ Verón Italien und wechselte für die damalige Rekordsumme von 43 Millionen Euro zu Manchester United in die Premier League und unterschrieb einen lukrativen Fünf-Jahres-Vertrag. Damit war er zu diesem Zeitpunkt der teuerste Spielertransfer eines englischen Klubs. Allerdings hatte Verón einige Anpassungsprobleme an den englischen Fußball und blieb mit seinen Leistungen hinter den Erwartungen zurück. In seiner zweiten Spielzeit (2002/03) gewann er mit den Red Devils die Meisterschaft. 2003 wurde er vom FC Chelsea für rund 22 Millionen Euro verpflichtet. Für Chelsea absolvierte Verón allerdings nur eine Handvoll Spiele. Insgesamt ist seine Zeit in England negativ zu bewerten, da er die in ihn gesteckten Erwartungen weder bei Manchester noch bei Chelsea erfüllen konnten. Aufgrund der hohen Ablösesummen, die für ihn gezahlt wurden, gilt er bei beiden Vereinen als Transferflop.
Nach der Saison 2003/04 ging er auf Leihbasis zurück nach Italien zu Inter Mailand. Dort konnte Verón sich wieder steigern und mit Inter einige Titel gewinnen. Im Spiel um den italienischen Supercup 2005 gegen Juventus Turin erzielte er den einzigen Treffer des Spiels. Im Sommer 2005 unterschrieb er endgültig bei Inter bis 2007.
Allerdings kehrte er schon 2006 nach Südamerika zurück und wechselte in seine argentinische Heimat: Verón unterschrieb bei seinem Jugendklub Estudiantes de La Plata. Bereits im selben Jahr wurde er zu Argentiniens Fußballer des Jahres gewählt.
Im Jahr 2008 erreichte Verón mit seinem Verein das Finale der Copa Sudamericana, der südamerikanischen Ausgabe der Europa League. Allerdings musste sich Estudiantes dem SC Internacional geschlagen geben. Dafür gewann Verón mit Estudiantes im folgenden Jahr die Copa Libertadores, die südamerikanische Version der Champions League. Verón wurde dabei zum besten Spieler der Finalbegegnungen gewählt. Zuvor mussten die Fans von Estudiantes 39 Jahre auf diesen Pokal warten – beim letzten Triumph stand noch Veróns Vater Juan Ramón Verón im Kader des argentinischen Vereins.
Dank dieses Erfolges qualifizierte sich Estudiantes für die FIFA-Klub-Weltmeisterschaft 2009. Dort kam Verón mit seinem Verein bis ins Finale, wo das argentinische Team aber gegen den FC Barcelona den Kürzeren zog. Verón wurde hinter Lionel Messi zum zweitbesten Spieler des Turniers gewählt.
In den Jahren 2008 und 2009 konnte Verón sich außerdem bei der Abstimmung der uruguayischen Zeitung El País zu Südamerikas Spieler des Jahres durchsetzen. Pelé setzte ihn im Jahr 2004 auf die Liste der besten 125 lebenden Fußballer (FIFA 100).
Im Oktober 2011 gab Verón bekannt, mit Jahresende seine aktive Karriere beenden zu wollen. Allerdings lief er auch im Jahr 2012 für Estudiantes auf.
Am Saisonende 2011/12 gab Verón sein Karriereende bekannt und wurde Sportdirektor bei Estudiantes de La Plata. Am 19. Juli 2013 verkündete er sein Comeback als spielender Sportdirektor bei Estudiantes de La Plata.
Nachdem er sein letztes Spiel für Estudiantes de La Plata am 18. Mai 2014 gegen Tigres bestritt und rund fünf Monate später das Präsidentenamt beim Klub übernahm, vermeldete der Verein Ende Dezember 2016, dass der nach wie vor als Vereinspräsident fungierende Verón einen Vertrag mit anderthalb Jahren Laufzeit als Spieler unterschrieben habe. Er wurde in fünf Spielen der Copa Libertadores eingesetzt und beendete seine Laufbahn Ende Mai 2017.

## Spielstil
Verón agierte zumeist als Spielmacher, aber konnte auch auf der rechten und linken Halbposition im Mittelfeld eingesetzt werden. Er verfügte über einen harten, platzierten Schuss sowie eine gute Übersicht, die er sowohl durch seine Passstärke als auch durch sein taktisches Geschick in der Defensive unter Beweis stellte.

## Erfolge

### International

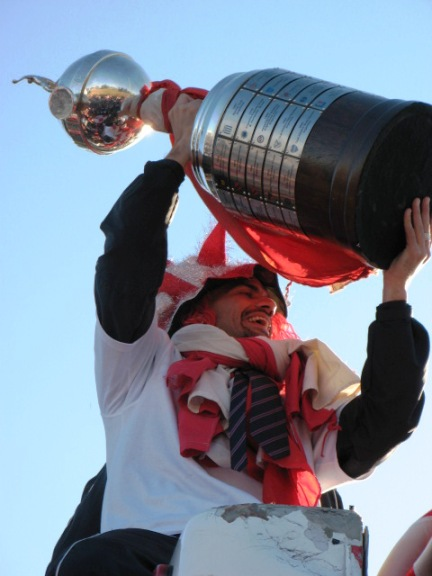
Verón feiert den Gewinn der Copa Libertadores im Jahr 2009

- UEFA-Pokal: 1998/99
- UEFA Super Cupsieger: 1999
- Copa Libertadores: 2009

### National
- Italienischer Pokalsieger: 1998/99, 1999/2000, 2004/05, 2005/06
- Italienischer Meister: 1999/2000, 2005/06 1
- Englischer Meister: 2002/03
- Argentinischer Meister: 2006 (Apertura), 2010 (Apertura)
- Italienischer Supercupsieger: 2000, 2005

## Auszeichnungen
- Südamerikas Fußballer des Jahres: 2008, 2009
- Argentiniens Fußballer des Jahres: 2006
- Fußballer des Monats (England): September 2001
- Silberner Ball der FIFA-Klub-Weltmeisterschaft: 2009
- FIFA 100

## Saisonstatistik
| Verein                  | Liga               | Saison          | Liga   | Liga | Nat. Pokal | Nat. Pokal | Int. Pokal | Int. Pokal | Andere | Andere | Gesamt | Gesamt |
| Verein                  | Liga               | Saison          | Spiele | Tore | Spiele     | Tore       | Spiele     | Tore       | Spiele | Tore   | Spiele | Tore   |
| ----------------------- | ------------------ | --------------- | ------ | ---- | ---------- | ---------- | ---------- | ---------- | ------ | ------ | ------ | ------ |
| Estudiantes de La Plata | Primera División   | 1993/94         | 7      | 0    | -          | -          | 1          | 0          | -      | -      | 8      | 0      |
| Estudiantes de La Plata | Primera B Nacional | 1994/95         | 38     | 5    | -          | -          | 3          | 1          | -      | -      | 41     | 6      |
| Estudiantes de La Plata | Primera División   | 1995/96         | 15     | 2    | -          | -          | 1          | 0          | -      | -      | 16     | 2      |
| Gesamt                  | Gesamt             | Gesamt          | 60     | 7    | -          | -          | 5          | 1          | -      | -      | 65     | 8      |
| Boca Juniors            | Primera División   | 1995/96         | 17     | 4    | -          | -          | -          | -          | -      | -      | 17     | 4      |
| Gesamt                  | Gesamt             | Gesamt          | 17     | 4    | -          | -          | -          | -          | -      | -      | 17     | 4      |
| Sampdoria Genua         | Serie A            | 1996/97         | 32     | 5    | 2          | 0          | -          | -          | -      | -      | 34     | 5      |
| Sampdoria Genua         | Serie A            | 1997/98         | 29     | 2    | 3          | 0          | 2          | 0          | -      | -      | 34     | 2      |
| Gesamt                  | Gesamt             | Gesamt          | 61     | 7    | 5          | 0          | 2          | 0          | -      | -      | 68     | 7      |
| AC Parma                | Serie A            | 1998/99         | 26     | 1    | 6          | 3          | 10         | 0          | -      | -      | 42     | 4      |
| Gesamt                  | Gesamt             | Gesamt          | 26     | 1    | 6          | 3          | 10         | 0          | -      | -      | 42     | 4      |
| Lazio Rom               | Serie A            | 1999/00         | 31     | 8    | 4          | 0          | 11         | 2          | 1      | 0      | 47     | 10     |
| Lazio Rom               | Serie A            | 2000/01         | 22     | 3    | 2          | 0          | 7          | 1          | 1      | 0      | 32     | 4      |
| Gesamt                  | Gesamt             | Gesamt          | 53     | 11   | 6          | 0          | 18         | 3          | 2      | 0      | 79     | 14     |
| Manchester United       | Premier League     | 2001/02         | 26     | 5    | 1          | 0          | 13         | 0          | -      | -      | 40     | 5      |
| Manchester United       | Premier League     | 2002/03         | 25     | 2    | 1          | 0          | 11         | 4          | 5      | 0      | 42     | 6      |
| Gesamt                  | Gesamt             | Gesamt          | 51     | 7    | 2          | 0          | 24         | 4          | 5      | 0      | 82     | 11     |
| FC Chelsea              | Premier League     | 2003/04         | 7      | 1    | -          | -          | 6          | 0          | 1      | 0      | 14     | 1      |
| Gesamt                  | Gesamt             | Gesamt          | 7      | 1    | -          | -          | 6          | 0          | 1      | 0      | 14     | 1      |
| Inter Mailand           | Serie A            | 2004/05         | 24     | 3    | 5          | 0          | 10         | 0          | -      | -      | 40     | 3      |
| Inter Mailand           | Serie A            | 2005/06         | 25     | 0    | -          | -          | 9          | 0          | 1      | 1      | 35     | 1      |
| Gesamt                  | Gesamt             | Gesamt          | 49     | 3    | 5          | 0          | 19         | 0          | 1      | 1      | 75     | 4      |
| Estudiantes de La Plata | Primera División   | 2006/07         | 31     | 2    | -          | -          | -          | -          | -      | -      | 31     | 2      |
| Estudiantes de La Plata | Primera División   | 2007/08         | 18     | 7    | -          | -          | 7          | 2          | 1      | 0      | 27     | 9      |
| Estudiantes de La Plata | Primera División   | 2008/09         | 18     | 3    | -          | -          | 14         | 1          | 10     | 1      | 42     | 5      |
| Estudiantes de La Plata | Primera División   | 2009/10         | 27     | 4    | -          | -          | 9          | 1          | 2      | 0      | 38     | 5      |
| Estudiantes de La Plata | Primera División   | 2010/11         | 24     | 2    | -          | -          | 8          | 0          | -      | -      | 32     | 2      |
| Estudiantes de La Plata | Primera División   | 2011/12         | 19     | 2    | -          | -          | 1          | 0          | -      | -      | 20     | 2      |
| Gesamt                  | Gesamt             | Gesamt          | 137    | 20   | -          | -          | 39         | 4          | 13     | 1      | 189    | 25     |
| AC Brandsen             | Liga Amateur       | 2012            | 28     | 7    | -          | -          | -          | -          | -      | -      | 28     | 7      |
| Gesamt                  | Gesamt             | Gesamt          | 28     | 7    | -          | -          | -          | -          | -      | -      | 28     | 7      |
| Estudiantes de La Plata | Primera División   | 2013/14         | 22     | 0    | -          | -          | -          | -          | -      | -      | 22     | 0      |
| Gesamt                  | Gesamt             | Gesamt          | 22     | 0    | -          | -          | -          | -          | -      | -      | 22     | 0      |
| Karriere Gesamt         | Karriere Gesamt    | Karriere Gesamt | 511    | 68   | 24         | 3          | 123        | 12         | 22     | 2      | 680    | 85     |

(Quelle:)